# Vidrga
Vidrga je naselje v Občini Zagorje ob Savi. Ustanovljeno je bilo leta 1998 iz dela ozemlja naselja Kandrše. Leta 2015 je imelo 111 prebivalcev.